# La Règola
La Règola es una entidad de población española del municipio de Áger, perteneciente a la provincia de Lérida, en la comunidad autónoma de Cataluña.

## Toponimia
El nombre del lugar puede encontrarse escrito con las grafías  La Règola y Regula.

## Historia
Hacia mediados del siglo XIX, el lugar, ya por entonces perteneciente a Áger, tenía contabilizada una población de 65 habitantes. Aparece descrito en el decimotercer volumen del Diccionario geográfico-estadístico-histórico de España y sus posesiones de Ultramar de Pascual Madoz con las siguientes palabras:

REGULA: l. del distrito municipal de Áger, en la prov. de Lérida (7 1/2), part. jud. de Balaguer (4), aud. terr. y c. g. de Barcelona (24), dióc. de Seo de Urgel. sit. al pie de un monte, en terreno desigual y clima frio. Consta de 30 casas é igl. parr. (San Julian), servida por un cura de entrada de provision del arciprestazgo: tiene cementerio en los afueras del pueblo y una ermita llamada de San Justo á 1/2 hora de dist. El térm. confina por N. con el de Ametlla; de Orones; S. Ager, y O. el mismo térm. de Ager: el terreno es áspero, montañoso y quebrado; le cruzan algunos caminos locales y medianos y recibe la correspondencia de Ager. prod.: trigo, centeno, avena, escaña, vino y aceite; cria ganado lanar, cabrio y vacuno, y caza de conejos, liebres y perdices. pobl.: 13 vec., 65 alm. riqueza imp.: 14,878 rs. contr. el 14'48 por 100 de esta riqueza.
(Madoz, 1849, p. 402)

En 2023, la entidad singular de población tenía empadronados 27 habitantes y el núcleo de población, también 27.